# إدارة المخابرات الجوية
إدارة المخابرات الجوية هي جهاز استخبارات في سوريا، وربما تكون أقوى جهاز أمني في الدولة، ويعود الفضل بذلك لدور حافظ الأسد كقائد للقوى الجوية السورية على الرغم من تسميتها، إلا أنها تشارك بشكل رئيسي في قضايا أخرى غير الاستخبارات الجوية، وقد شاركت بدور نشط في قمع تمرد الإخوان المسلمين في الثمانينيات. وكثيرا ما يتمركز عملاء هذا الجهاز في السفارات أو المكاتب الفرعية التابعة لشركة الطيران الوطنية السورية.
ترأس اللواء محمد الخولي هذه الإدارة لما يقرب من ثلاثين عاماً، حيث كان محط ثقة حافظ الأسد وكان مكتبه ملاصقاً لمكتب الرئيس في القصر الرئاسي. في عام 1995 ترأس الإدارة ابراهيم حويجة.
من عام 2009 وحتى منتصف عام 2019 ترأس الإدارة اللواء جميل حسن، وهو من الطائفة العلوية. عمل حسن سابقا كمسؤول أمني في محافظة دير الزور. كما أنه أحد أفراد الدائرة الداخلية لبشار الأسد. وفي تموز 2019 عُيّن اللواء غسان جودت إسماعيل على رأس الإدارة.
كما شاركت الإدارة في الجهود الرامية إلى إخماد انتفاضة عام 2011 المدنية ضد حكومة بشار الأسد. ومن المعروف أنها كانت نشطة في بلدة تلكلخ بالقرب من الحدود اللبنانية.

## رؤساء إدارة المخابرات الجوية
- محمد الخولي (1963–1987)[10]
- ابراهيم حويجة (1987–2002)[10][11]
- عز الدين إسماعيل (2002 –)[12]
  - نائب رئيس الإدارة: علي مملوك (– حزيران 2005)[13]
- عبد الفتاح قدسية (– 2009)[14][15]
- جميل حسن (2009–2019)[6][15] فُرضت عليه عقوبات من قبل الاتحاد الأوروبي بسبب «العنف ضد المدنيين خلال الحرب الأهلية السورية».[16][17]
  - نائب رئيس الإدارة: فؤاد طويل (2012) فُرضت عليه عقوبات من قبل الاتحاد الأوروبي «لاستخدام العنف في جميع أنحاء سوريا وترويع وتعذيب المتظاهرين خلال الانتفاضة السورية».[16]
  - رئيس فرع التحقيق: اللواء عبد السلام فجر محمود (2011), متهم من قبل هيومن رايتس ووتش بإعطاء أو بارتكاب جرائم ضد الإنسانية.[18][19]
  - رئيس فرع العمليات الخاصة: اللواء غسان إسماعيل (2011).[19]
  - رئيس فرع العمليات: العقيد سهيل حسن (2011).[19]
- غسان جودت إسماعيل (2019 - 2024)[8]

## الرؤساء الإقليميون لإدارة المخابرات الجوية
- فرع دمشق: إياد ماندو (2012)[20]
- فرع حمص: العميد جودت الأحمد (2012) اتهم «بإعطاء أوامر أو بارتكاب جرائم ضد الإنسانية».[18]
- فرع درعا: العقيد قصي ميهوب (2012) اتهم «بإعطاء أوامر أو بارتكاب جرائم ضد الإنسانية».[18]
- فرع اللاذقية: العقيد سهيل العبد الله (2012) اتهم «بإعطاء أوامر أو بارتكاب جرائم ضد الإنسانية».[18]

## وحدات شبه عسكرية
- حراس الفجر[21]
  - أسود الشيروبيم
    - زلزال جوبر

  - مجموعة أرارات
  - أسود الوادي
  - فوج التدخل
  - أسود دويلعة
- لواء خيبر[22]
- فوج نسور حمص[23]

## أجهزة استخبارات سورية أخرى
- إدارة المخابرات العامة
- شعبة الأمن السياسي
- شعبة الاستخبارات العسكرية